# Paing Takhon
Paing Takhon (birmanês:  ပိုင်တံခွန်  ; nascido como Sit Ko Paing (စစ် ကို ပိုင်) em 17 de setembro de 1996) é um modelo, ator e cantor birmanês. Ele começou sua carreira no entretenimento em 2014 como modelo de passarela.
Em 2018, Paing Takhon apareceu no BuzzFeed  "23 homens deslumbrantes do sul da Ásia que são lindos demais para palavras". Em 2019, ele foi listado no The Myanmar Times "Top 10 Atores".

## Infância e educação
Paing Takhon nasceu em 17 de setembro de 1996 em Kawthaung, região de Tanintharyi, Mianmar, filho de Tun Moe e sua esposa Khin Kyu. Cresceu em Khamaukgyi. Ele é o quarto filho de seis irmãos, tendo um irmão mais velho, duas irmãs mais velhas e dois irmãos mais novos. Em 2014, Paing mudou-se para Yangon para se tornar modelo. Atualmente, ele está estudando na Universidade de Educação a Distância de Yangon, com especialização em Psicologia.

## Carreira

### 2014–2016: Começo como modelo
Ele começou sua carreira no entretenimento como modelo de passarela em 2014. Depois vieram as ofertas de comerciais de TV e publicidade. Ele já apareceu em muitos videoclipes e como modelo em fotos de capas de revistas. Seu trabalho árduo como modelo e atuação em comerciais foi notado pela indústria cinematográfica e logo ofertas para fazer parte do elenco de filmes começaram a surgir.

### 2017 – presente: estreia como ator e popularidade crescente
Alcançando a fama em 2017, ele se tornou ator. Fez sua estreia como ator principal no filme Midnight Traveller. Após, estrelou o drama Bad Boys 2 (Angel of Bad Boys), onde desempenhou o papel principal. Em 2018, ele interpretou o protagonista masculino do filme de terror e ação Thaman Kyar (Weretiger)
Em março de 2019, foi anunciado que ele havia sido escalado para o papel do protagonista masculino da série dramática documental Kha Yee Thwar Kauk Kyaung (Traveller's Notes). Em abril de 2019, ele foi escalado para o filme de terror Thu Bal Thu Lae (Who is he?).
A partir de 2019, ele se tornou popular na Tailândia, um caso raro de fama no país para uma celebridade de Mianmar. Em 3 de agosto de 2019, ele realizou um grande fanmeeting em Bangkok, Tailândia, onde uma enorme multidão de fãs se reuniu. Ele apareceu em vários comerciais e novelas na Tailândia. Ele é um embaixador da Comunidade Econômica da ASEAN. Em 21 de setembro de 2019, ele foi nomeado embaixador do turismo de Mianmar na Tailândia pela Associação de Marketing de Turismo de Mianmar, com a Federação de Turismo de Mianmar. Ele foi nomeado no. 10 nas "100 Faces Mais Bonitas de 2020" pelo TC Candler.
Em 2020, ele estrelou o filme The Clock: Red Wall dirigido pelo diretor cambojano Leak Lyda.

## Carreira musical
Paing Takhon começou a cantar em 2017. Ele lançou seu primeiro álbum solo "Chit Thu" (Lover) em 16 de setembro de 2017. Ele doou todo o seu dinheiro com a venda de seus álbuns para crianças órfãs da escola de órfãos Ananda Metta.

## Embaixadores da marca
Ele também é conhecido como o rosto de muitas marcas. Sua primeira marca trabalhou como embaixadora da Pond's Myanmar em 2014. Em 2019, ele começou a trabalhar como embaixador para grandes marcas, como Oppo Myanmar, Telenor Myanmar, Sunkist Myanmar, bebida energética T247 e Sailun Tire Myanmar.

## Negócios
Paing Takhon é um parceiro de negócios e acionista do United Amara Bank. Ele também é o fundador de uma empresa de produtos de beleza.

## Atividades políticas
Após o golpe de Estado de 2021 em Mianmar, Paing Takhon participou ativamente do movimento anti-golpe tanto pessoalmente em comícios quanto por meio das redes sociais. Denunciando o golpe militar, ele participou de protestos desde fevereiro. Ele se juntou ao movimento de saudação com três dedos "We Want Justice". O movimento foi lançado nas redes sociais e muitas celebridades aderiram ao movimento.
Em 7 de abril de 2021, mandados de prisão foram emitidos sob a seção 505 (a) do código penal pelo Conselho de Administração do Estado por se manifestar contra o golpe militar. Junto com várias outras celebridades, ele foi acusado de convocar a participação no Movimento de Desobediência Civil (MDL) e de prejudicar a capacidade do estado de governar, apoiando o Comitê Representante de Pyidaungsu Hluttaw e, de modo geral, incitando o povo a perturbar a paz e a estabilidade da nação.
Em 8 de abril de 2021, ele foi preso e levado sob custódia na área de Dagon do Norte, em Yangon, às 5h da casa de sua mãe, de acordo com relatos da mídia local. Ele sofria de malária cerebral e doenças congênitas, incluindo doença cardíaca coronária e asma, no momento em que foi preso. Ele foi condenado a três anos de trabalhos forçados. Ele foi libertado da prisão de Insein sob indulto estadual em 2 de março de 2022.

## Filmografia

### Filme (Cinema)
| Ano  | Título inglês                  | Título birmanês | Co-estrelas                                     | Notas |
| ---- | ------------------------------ | --------------- | ----------------------------------------------- | ----- |
| 2017 | Viajante da meia-noite         | သန်းခေါင်ယံ ခရီးသည်များ     | Nang Khin Zay Yar                               |       |
| 2017 | Bad Boys 2                     | လူဆိုး လေးများ ၂         | Zay Ye Htet, Patricia                           |       |
| 2018 | Thaman Kyar (Weretiger)        | သ မန်း ကျား          | Angel Lamung                                    |       |
| TBA  | Thu Bal Thu Lae (Quem é ele? ) | သူ ဘယ်သူလဲ          | Nyein Thaw, Cham Min Ye Htut, Thinzar Wint Kyaw |       |

### Séries de televisão
| Ano | Título inglês                                 | Título birmanês | Co-estrelas       | Notas |
| --- | --------------------------------------------- | --------------- | ----------------- | ----- |
| TBA | Kha Yee Thwar Kauk Kyaung (notas do viajante) | ခရီးသွား ကောက်ကြောင်း        | Thinzar Wint Kyaw |       |

## Discografia

### Álbuns solo
- Chit Qui (Lover) ( ချစ်သူ ) (2016)